# Ramgoat Creek
Ramgoat Creek är ett vattendrag i Belize. Det ligger i distriktet Orange Walk, i den centrala delen av landet, 40 km norr om huvudstaden Belmopan.